# Непохищенная невеста
«Непохи́щенная неве́ста» (хинди दिलवाले दुल्हनिया ले जायेंगे, Dilwale Dulhania Le Jayenge, досл.: «Истинно влюблённый получит невесту» или «Храброе сердце заберёт с собой невесту») — индийская романтическая комедия режиссёра-дебютанта Адитьи Чопры и продюсера Яша Чопры, выпущенная в прокат 20 октября 1995 года в оригинале на языке хинди. В главных ролях Шахрух Хан и Каджол. Второй совместный фильм Чопры и Хана после картины «Жизнь под страхом». Фильм «Непохищенная невеста» завоевал 10 Filmfare Awards (рекорд для того времени) и Национальную кинопремию Индии, а также стал самым кассовым фильмом года и одним из наиболее успешных фильмов Болливуда, собрав в мировом прокате 19 млн долл. США и получив статус «блокбастер на все времена». Фильм демонстрировался в кинотеатрах более 1000 недель (почти 20 лет), последний показ состоялся 19 февраля 2015 года.

## Сюжет
Радж и Симран — представители индийской диаспоры, живущие в Лондоне. Ценя свои индийские корни, они получили разное воспитание. Симран выросла в семье пенджабского эмигранта Чоудхари Балдева Сингха, сколотившего небольшой капитал вдали от Родины, но преданного своей стране Индии, её обычаям и традициям. Симран мечтает о встрече с человеком, которого она полюбит и захочет прожить с ним всю оставшуюся жизнь. Её мать Ладжо пытается предостеречь дочь, говоря, что её мечты хорошие, но не стоит слепо верить в то, что они обязательно сбудутся в жизни. Балдев Сингх получает письмо из Индии от старого друга Аджита, который хочет сдержать клятву, которую они дали друг другу 20 лет назад: поженить детей, когда те вырастут. Симран разочарована этой новостью, так как она не хочет выходить замуж за незнакомого человека.
Отец Раджа — очень либерально настроенный человек. Радж проваливает экзамены в университете, но его отец гордится им, так как в прошлом в их семье ещё никто не учился в университете. Радж спрашивает, можно ли ему с друзьями поехать на каникулы в поездку по Европе, отец соглашается. Симран тоже приглашают её подруги в поездку на поезде по Европе. Симран просит отца разрешить ей эту поездку, так как это её единственная возможность увидеть мир перед замужеством. Балдев Сингх соглашается и отпускает дочь, однако просит её не предавать его доверия, Симран обещает.
Во время поездки по Европе Радж и Симран знакомятся и влюбляются друг в друга. Узнав о готовящейся свадьбе Симран, Радж едет вслед за ней в Индию, чтобы попытаться понравиться её родителям и самому жениться на возлюбленной. После череды забавных ситуаций Раджу удаётся добиться согласия родителей и увезти с собой невесту.

## В ролях
| Актёр          | Роль                                              |
| -------------- | ------------------------------------------------- |
| Шахрух Хан     | Радж Мальхотра                                    |
| Каджол         | Симран Сингх                                      |
| Амриш Пури     | Чоудхари Балдев Сингх, отец Симран                |
| Фарида Джалал  | Ладжванти «Ладжо» Сингх, мать Симран              |
| Анупам Кхер    | Дхарамвир Мальхотра, отец Раджа                   |
| Ачала Сачдев   | бабушка Симран                                    |
| Пуджа Рупарел  | Раджешвари, младшая сестра Симран                 |
| Сатиш Шах      | Аджит Сингх, друг Чоудхари Балдева Сингха в Индии |
| Химани Шивпури | тётя Симран                                       |
| Пармит Сетх    | Кульджит, сын Аджита Сингха                       |
| Мандира Беди   | Прити, дочь Аджита Сингха                         |
| Каран Джохар   | Рокки, друг Раджа                                 |

## Съёмочная группа
- Режиссёр: Адитья Чопра
- Продюсеры: Яш Чопра, Памела Чопра, Удай Чопра, Махен Вакил
- Сценаристы: Адитья Чопра, Джавед Сиддики
- Оператор: Манмохан Сингх
- Художники: Шармишта Рой (художник-постановщик), Маниш Мальхотра (по костюмам), Каран Джохар (по костюмам)
- Монтажёр: Кешав Найду
- Хореографы: Сародж Хан, Фара Хан (номер «Ruk Ja O Dil Deewane»)

## Производство
Яш Чопра решил доверить дебют в режиссуре своему сыну Адитье Чопре, до этого работавшему помощником режиссёра и продюсером у своего отца. Адитья Чопра снял фильм, полностью исходя из своих вкусов. Яш Чопра не вмешивался в режиссуру и не видел основные части до завершения съёмок.
Фильм был одним из первых, поднимающих тему жизни индийской диаспоры за рубежом и рассчитанных на южно-азиатские диаспоры на Западе. Впоследствии многие фильмы последовали этой тенденции: «Обманутые надежды» (1997), «И в печали, и в радости» (2001), «Наступит завтра или нет?» (2003), «Салам Намасте» (2005), «Никогда не говори „Прощай“» (2006).
Первоначально режиссёр Адитья Чопра думал  пригласить на главную роль Тома Круза, так как хотел, чтобы это был индийско-американский фильм, но его отговорил отец, не желавший приглашать иностранную звезду. Чопра предлагал главную роль Саифу Али Хану, но тот отказался. Тогда Чопра выбрал Шахруха Хана, который тоже сначала не был заинтересован из-за романтического характера фильма. В конце концов, Чопра убедил его, за что Хан с тех пор не перестаёт его благодарить. На главную женскую роль Чопра пригласил Каджол. До этого актёры уже имели опыт совместной работы в фильмах «Игра со смертью» (1993) и «Каран и Арджун» (1995).
Первой была снята сцена с участием Каджол для песни «Na Jaane Mere» («Ho Gaya Hai Tujhko To Pyar Sajna»). Съёмки сцен поездки по Европе главных героев были сняты в основном в Швейцарии, в том числе в Занене (сцены на железнодорожной станции и сцены на мосту), Монтбовоне (сцена в церкви) и в деревне Гштад (сцена для песни «Zara Sa Jhoom Loon Main»). Многие сцены снимались в Лондоне и в Индии.
Хореографом первоначально была Сародж Хан, однако из-за разногласий с Чопрой она была заменена на Фару Хан в конце съёмок. Фара Хан поставила номер «Ruk Ja O Dil Deewane». Художником-постановщиком фильма была Шармишта Рой, а за костюмы отвечал Маниш Мальхотра с помощью Карана Джохара.
Название фильма (Dilwale Dulhaniya Le Jayenge) было предложено актрисой Кирон Кхер и взято из песни «Le Jayenge Le Jayenge» из фильма «Самозванцы поневоле» (1974) режиссёра Ашока Роя и продюсера Н. Н. Сиппи. Персонаж Шахруха напевает короткие отрывки этой песни на протяжении всего фильма. «Непохищенная невеста» считается единственным фильмом с названием, «предложенным» песней.
После завершения съёмок Чопра снял документальный фильм о процессе съёмок в стиле голливудского кинопроизводства, чего прежде не делалось в индийской киноиндустрии. The Making of DDLJ был показан на канале Doordarshan за два дня до премьеры «Невесты». «Непохищенная невеста» стала первым болливудским фильмом, снятым на киностудии Yash Raj Films. Фильм был выпущен со звуком Dolby Digital 5.1, который был совершенно новым в Индии в то время.

## Саундтрек
Все тексты написаны Анандом Бакши, вся музыка написана Джатином и Лалитом.
| №  | Название                                             | Исполнители                      | Длительность |
| -- | ---------------------------------------------------- | -------------------------------- | ------------ |
| 1. | «Ghar Aaja Pardesi»                                  | Манприт Каур, Памела Чопра       | 7:29         |
| 2. | «Mere Khwabon Mein»                                  | Лата Мангешкар                   | 4:17         |
| 3. | «Ruk Ja O Dil Deewane»                               | Удит Нараян                      | 5:14         |
| 4. | «Zara Sa Jhoom Loon Main»                            | Аша Бхосле, Абхиджит Бхаттачария | 5:51         |
| 5. | «Na Jaane Mere» («Ho Gaya Hai Tujhko To Pyar Sajna») | Удит Нараян, Лата Мангешкар      | 5:49         |
| 6. | «Mehndi Laga Ke Rakhna»                              | Лата Мангешкар, Удит Нараян      | 4:50         |
| 7. | «Tujhe Dekha To»                                     | Лата Мангешкар, Кумар Сану       | 5:02         |

Бхаскер Гупта из All Music написал, что саундтрек был лучшим в карьере Джатина и Лалита, и назвал его началом пятой волны саундтреков в индийском кино.
Альбом был выпущен 25 июля 1995 года и стал самым продаваемым болливудским саундтреком года. По версии «Planet Bollywood» занял 6 место в списке 100 величайших болливудских саундтреков, а в 2005 году занимал верхнюю позицию в списке хинди-саундтреков всех времён в результате онлайн голосования пользователей азиатской сети BBC.
Свадебная песня «Mehndi Laga Ke Rakhna» из этого фильма стала хитом, её до сих пор играют на свадьбах, особенно в южно-азиатских диаспорах.

## Реакция на фильм
«Непохищенная невеста» получила позитивные отзывы критиков и успех у зрителей по всему миру. Собрав в прокате в Индии 1,06 млрд INR (17 000 000 долларов США) и 160 000 000 INR (2 600 000 долларов США) за рубежом, он стал самым кассовым фильмом года в Индии и вторым самым кассовым 1990-х годов (после фильма «Кто я для тебя?»), в конечном итоге став одним из крупнейших болливудских хитов всех времён. С учётом инфляции «Непохищенная невеста» предположительно входит в пятёрку самых кассовых фильмов на хинди.
Том Вик из Allmovie в своём отзыве написал: «Очень симпатичный фильм. Редкий пример, когда трёхчасовой фильм с предсказуемым сюжетом делает приятной каждую минуту просмотра». Чарльз Тейлор из Salon.com заметил: «Фильм агрессивный и нежный, жесткий и изящный, элегантный и наивный, искусно соединяющий традиционные клише с современностью. Я думаю, что это классика жанра». Авинаш Рамчандани из Planet Bollywood дал фильму рейтинг 9 из 10 и написал, что «Адитья Чопра снял фильм, который, вероятно, будут смотреть долгие годы» — что нашло подтверждение в беспрерывном прокате фильма в течение, по крайней мере, 1000 недель (более 19 лет) подряд, отмеченном в конце 2014 года. Анупама Чопра включила фильм в список «20 лучших хинди-фильмов всех времён» и отметила: «Возможно, благодаря искусному соединению патриархальных традиций с современностью фильм имеет успех у всех зрителей — у индийской диаспоры и у местного зрителя. Или, возможно, это магия экранной пары Шахруха Хана и Каджол». Во время турне по США, проходившем в 2004 году в рамках «Кино Индии», фильм был назван «меняющим облик индийского кино». В том же году Meor Shariman из The Malay Mail писал, что «фильм должен смотреть каждый интересующийся Болливудом».
«Непохищенная невеста» является одним из трёх фильмов на хинди, входящими в список «1001 фильм, который вы должны посмотреть» (наряду с фильмами «Мать Индия» и «Стена»), занимает 12 место по версии Британского киноинститута в списке «Лучшие индийские фильмы всех времён» и входит в список кинопроката Индии «Крупнейшие блокбастеры хинди-кино всех времён».

## Награды и номинации
Национальная кинопремия Индии (1997)
- Лучший популярный фильм, созданный с целью полезного развлечения[37] (Яш Чопра, продюсер)

41-я церемония Filmfare Awards (1996)
Премии:
- Лучший фильм
- Лучший режиссёр — Адитья Чопра
- Лучшая мужская роль — Шахрух Хан
- Лучшая женская роль — Каджол
- Лучшая женская роль второго плана — Фарида Джалал
- Лучшая комическая роль — Анупам Кхер
- Лучший мужской закадровый вокал — Удит Нараян за песню «Mehndi Laga Ke Rakhna»
- Лучшие слова к песне — Ананд Бакши за песню «Tujhe Dekha To»
- Лучший сценарий — Адитья Чопра
- Лучший диалог — Адитья Чопра, Джавед Сиддики

«Непохищенная невеста» установила рекорд для своего времени, выиграв 10 Filmfare Awards. Также это был второй фильм после фильма «Святой» (1965), выигравший 4 главные награды (лучший фильм, лучший режиссёр, лучший актёр и лучшая актриса).
Номинации:
- Лучшая мужская роль второго плана — Амриш Пури
- Лучший мужской закадровый вокал — Кумар Сану за песню «Tujhe Dekha To»
- Лучшие слова к песне для фильма — Ананд Бакши за песню «Ho Gaya Hai Tujhko To Pyar Sajna» (вторая номинация)
- Лучший композитор — Джатин и Лалит

## Наследие
Картина породила много подражаний его сюжету и стилю, главным образом в течение 1990-х годов.
Киностудия Yash Raj Films ранее была известна тем, что использовал локации за пределами Индии для item-номеров в своих фильмах. Этот фильм создал тренд показывать в сюжетах индийскую диаспору, живущую заграницей. Именно заграница стала частью сюжета других фильмов. Фильм также стал первым блокбастером на хинди, главные герои которого были индийцами, живущими за пределами Индии. Это помогло создать кинорынок диаспоры как жизненно важный источник дохода для промышленности; данный рынок считался более безопасным финансовым вложением, чем кинорынок Индии.
Ключевую сцену, где главная героиня бежит, чтобы успеть на движущийся поезд, а герой протягивает ей руку, повторили в фильмах «Когда мы встретились», «Телохранитель», Chalo Dilli, «Эта сумасшедшая молодежь» и «Ченнайский экспресс». Также в фильме «Миллионер из трущоб» имеется похожая сцена с поездом и танцевальная сцена под песню «Jai Ho» в том же вокзале, что и в оригинале.
«Непохищенная невеста» стал самым долгоиграющим фильмом в стране и в мире. Его до сих пор показывают в кинотеатре Maratha Mandi что побило рекорд фильма «Месть и закон», который показывался в течение пяти лет в кинотеатре Minerva), в котором три года показывали фильм «Великий Могол». Среди аудитории часто бывают люди, которые смотрели фильм 50 или более раз, но все ещё хлопают, подбадривают, произносят диалоги и подпевают в песнях, что сравнимо с фильмом «Шоу ужасов Рокки Хоррора», который стал самым долгоиграющим фильмом в США.
В 2006 году члены съемочной группы были приглашены на ужин Генеральным консульством Швейцарии в Мумбаи и министерством туризма Швейцарии, чтобы отпраздновать 500-ю неделю фильма с момента его выхода. В 2010 году студия Yash Raj Films подписала соглашение между тур-агентствами Индии и Швейцарии о предоставлении турпакета под названием «YRF Enchanted Journey», который позволит посетителям Швейцарии просматривать места съёмок, используемые для известных фильмов Yash Raj, включая «Непохищенную невесту».
Когда забастовка кинотеатров в начале 2011 года угрожала бесперебойном показу фильма, продюсер Яш Чопра связался с владельцами кинотеатров, чтобы они продолжили показ, надеясь, что фильм продержится вплоть 1000-й недели, что было достигнуто в декабре 2014 года.
В связи с этим Шахрух Хан, Каджол и режиссёр Адитья Чопра посетили живую беседу с фанатами и официальное мероприятие в кинотеатре 12 декабря. В тот же день они выпустили подарочное издание книги о создании фильма, написанной Адитьей Чопрой. Показ фильма завершился на 1009-й неделе, но через некоторое время его было решено восстановить.